# アメリカ軍の旗

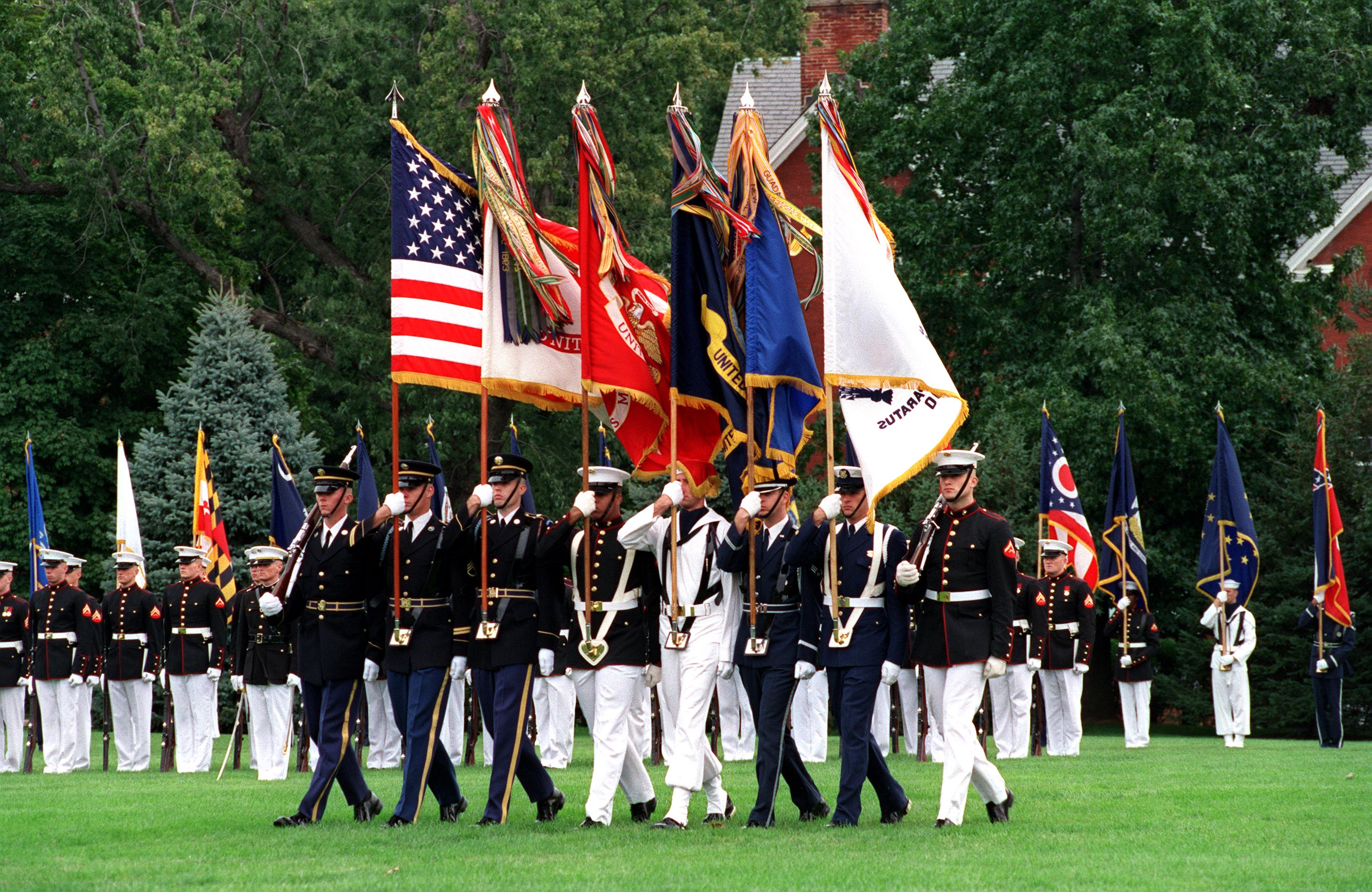
各軍種の旗を掲げるカラーガード（2001年）。

アメリカ軍の旗（アメリカぐんのはた）について解説する。アメリカ軍においては、各軍種の軍旗をはじめとして、様々な旗が使われている。
軍事関連の会場において、観閲者から見て最も左がアメリカ合衆国の国旗となり、続いてアメリカ陸軍、アメリカ海兵隊、アメリカ海軍、アメリカ空軍、アメリカ宇宙軍、アメリカ沿岸警備隊の旗が続く。 沿岸警備隊が海軍省の指揮下に置かれている場合は、沿岸警備隊の旗が空軍の旗の前に位置する。

## 各軍種の旗
- ? アメリカ陸軍の旗
- ? アメリカ沿岸警備隊の旗
- ? アメリカ海兵隊の旗
- ? アメリカ海軍の旗
- ? アメリカ空軍の旗
- ? アメリカ宇宙軍の旗

## 海事旗

国旗。1960年以降。 ?
沿岸警備隊の船舶旗 ?
"ファースト・ネイビー・ジャック" （国籍旗, 2002年–2019年）
国籍旗

## 指揮官旗
大統領・国防長官等の旗
- アメリカ合衆国大統領の旗
- アメリカ合衆国副大統領の旗

- アメリカ合衆国国防長官の旗
- アメリカ合衆国国防副長官の旗
- アメリカ合衆国国防次官の旗

- アメリカ合衆国陸軍長官の旗
- アメリカ合衆国海軍長官の旗
- アメリカ合衆国空軍長官の旗

- アメリカ合衆国陸軍次官の旗
- アメリカ合衆国海軍次官の旗
- アメリカ合衆国空軍次官の旗

- アメリカ合衆国陸軍次官補・法務総監の旗
- アメリカ合衆国海軍次官補・法務総監の旗
- アメリカ合衆国空軍次官補・法務総監の旗

アメリカ軍幹部の旗
- アメリカ統合参謀本部議長の旗
- アメリカ統合参謀本部副議長の旗

- アメリカ統合参謀本部最先任下士官の旗
- アメリカ陸軍最先任上級曹長の旗
- アメリカ空軍最先任上級曹長の旗
- アメリカ宇宙軍最先任上級曹長の旗

- アメリカ陸軍予備役長官の旗
- アメリカ陸軍軍医総監の旗
- アメリカ陸軍法務総監の旗
- アメリカ陸軍工兵隊司令官の旗
- アメリカ陸軍従軍聖職者長の旗
- アメリカ陸軍憲兵隊長の旗
- アメリカ陸軍監察局長の旗

### 階級旗
大将
- アメリカ陸軍大将の旗
- アメリカ海兵隊大将の旗
- アメリカ海軍大将の旗
- アメリカ空軍大将の旗
- アメリカ宇宙軍大将の旗
- アメリカ沿岸警備隊大将の旗

中将
- アメリカ陸軍中将の旗
- アメリカ海兵隊中将の旗
- アメリカ海軍中将の旗
- アメリカ空軍中将の旗
- アメリカ宇宙軍中将の旗
- アメリカ沿岸警備隊中将の旗

少将
- アメリカ陸軍少将の旗
- アメリカ海兵隊少将の旗
- アメリカ海軍少将の旗
- アメリカ空軍少将の旗
- アメリカ宇宙軍少将の旗
- アメリカ沿岸警備隊少将の旗

准将
- アメリカ陸軍准将の旗
- アメリカ海兵隊准将の旗
- アメリカ海軍准将の旗
- アメリカ空軍准将の旗
- アメリカ宇宙軍准将の旗
- アメリカ沿岸警備隊准将の旗